# Torsten Schmitt
Torsten Schmitt (* 17. Juni 1981 in Düsseldorf) ist ein deutscher Eishockeytorwart, der seit 2011 für die Moskitos Essen aus der Oberliga West spielt.

## Karriere
Torsten Schmitt spielte bereits im Alter von 17 Jahren für die deutsche Juniorennationalmannschaft. Dort zeigte er durchweg gute Leistungen und kassierte in 6 Spielen im Schnitt nur 2.53 Gegentore pro Spiel. In der Saison 2000/2001 lief er dann für die Düsseldorfer EG auf.
Nach drei durchschnittlichen Spielzeiten bei der DEG, sowie einem kurzen Intermezzo bei dem Juniorenteam der Kölner Haie in der Regionalliga NRW, entschied sich Schmitt für einen Vereinswechsel und schloss sich den Duisburger Füchsen aus der 2. Bundesliga an.
Trotz 3,53 Gegentoren pro Spiel, zeigte er gute Leistung und empfahl sich damit für den Ligakonkurrent SC Riessersee, der ihn zur Saison 2003/2004 verpflichtete. Hier konnte Schmitt überzeugen und zeigte seine bisher beste Karriereleistung. In 21 Spielen kassierte er nur 2,00 Gegentore pro Spiel, eine für einen Goalie sehr gute Statistik.
Weitere Stationen in den folgenden Jahren waren unter anderem die Ratinger Ice Aliens, mit denen er zwei Jahre in der Oberliga spielte, sowie der EV Landsberg. Im Sommer 2007 wechselte er dann zum EC Bad Nauheim, wo er allerdings nur durchschnittliche Leistungen zeigte und schließlich während der Saison von David-Lee Paton verdrängt wurde.
Sein Vertrag in Bad Nauheim wurde nicht verlängert. Daraufhin wurden die Verantwortlichen des EHC Dortmund auf den 27-jährigen aufmerksam und überzeugten ihn von einem Engagement in der Regionalliga. Mit den Elchen gewann der gebürtige Düsseldorfer die Regionalligameisterschaft 2008/09. Zur Saison 2009/10 unterschrieb Schmitt einen Vertrag bei den Moskitos Essen, mit denen er die Regionalliga-Meisterschaft und den Aufstieg in die Oberliga feiern konnte. Zur Saison 2010/11 wechselte er zu den Ratinger Ice Aliens, ehe er Anfang des Jahres 2011 zu den Moskitos Essen zurückkehrte.

## Bildergalerie

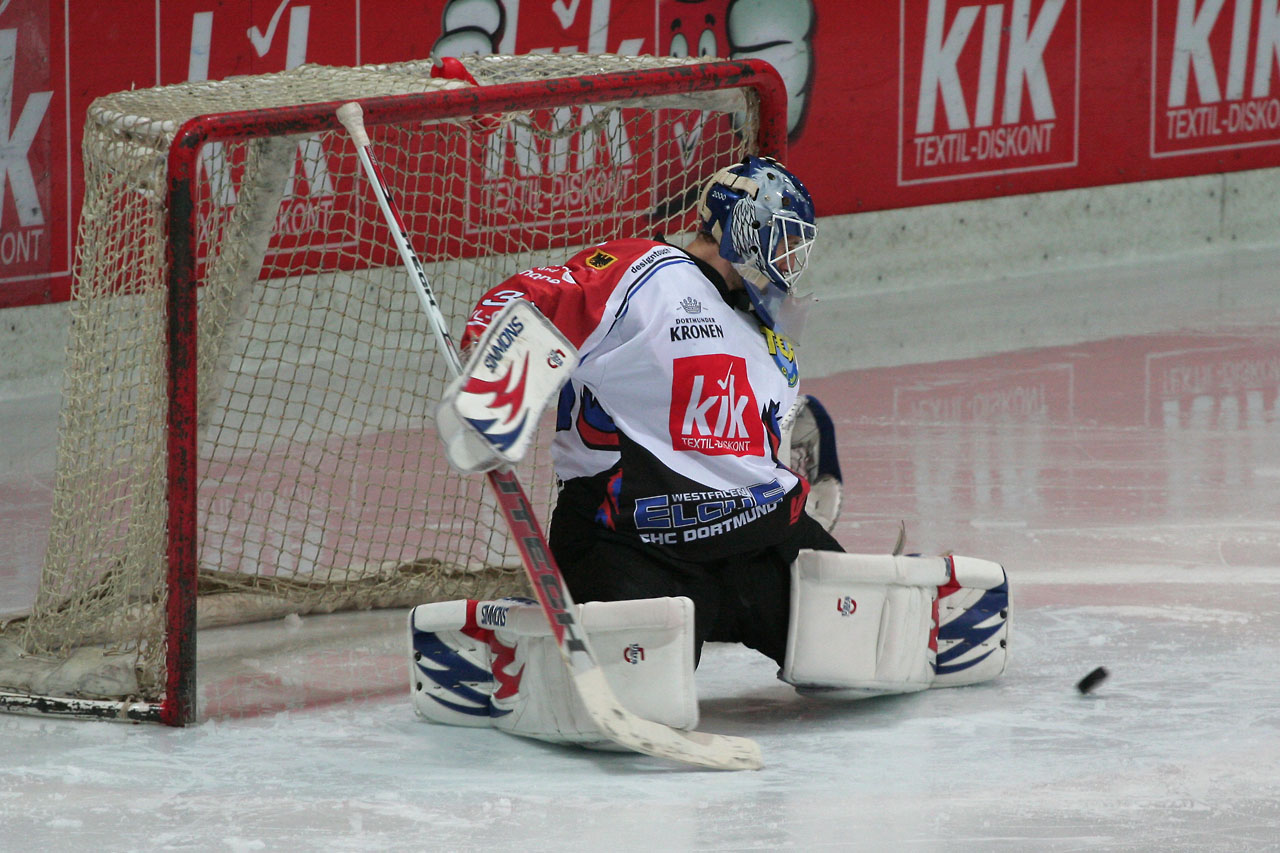
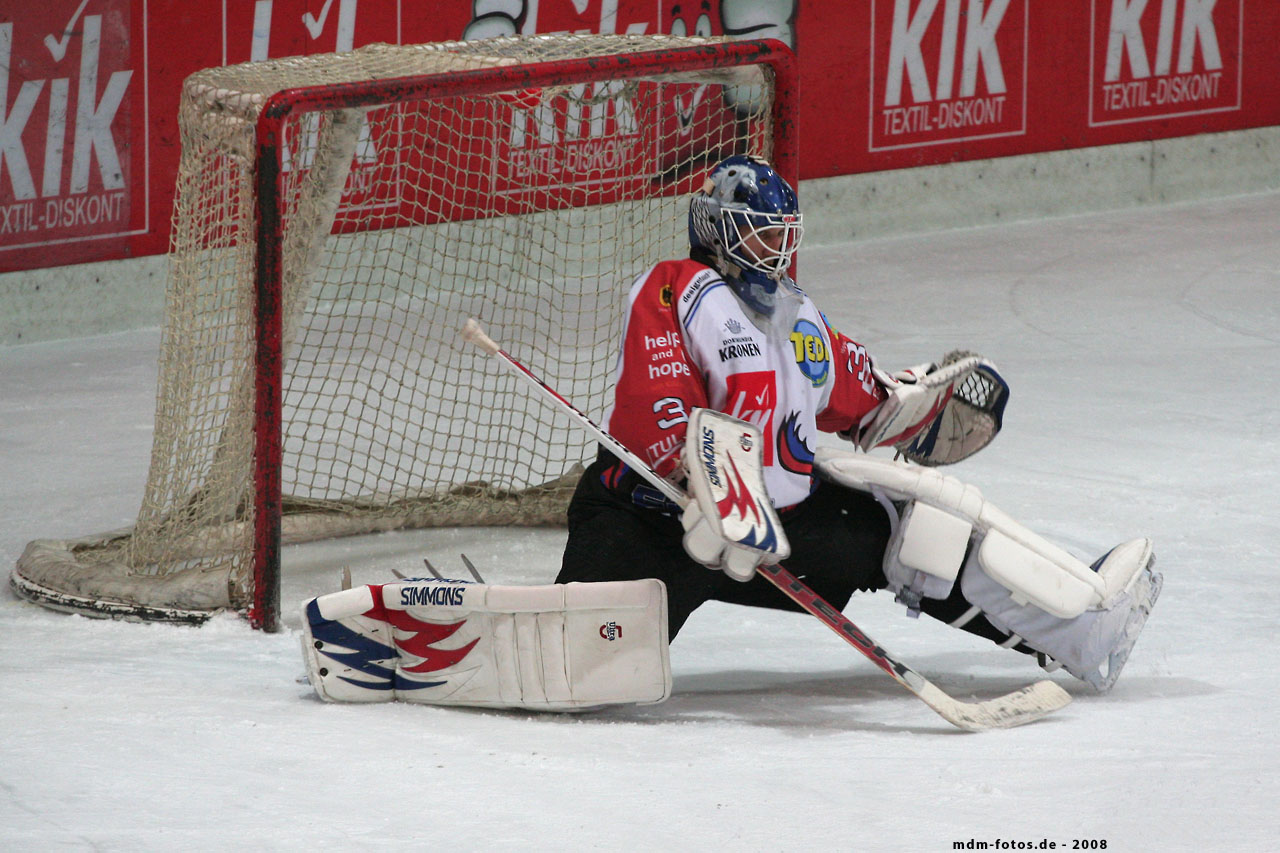
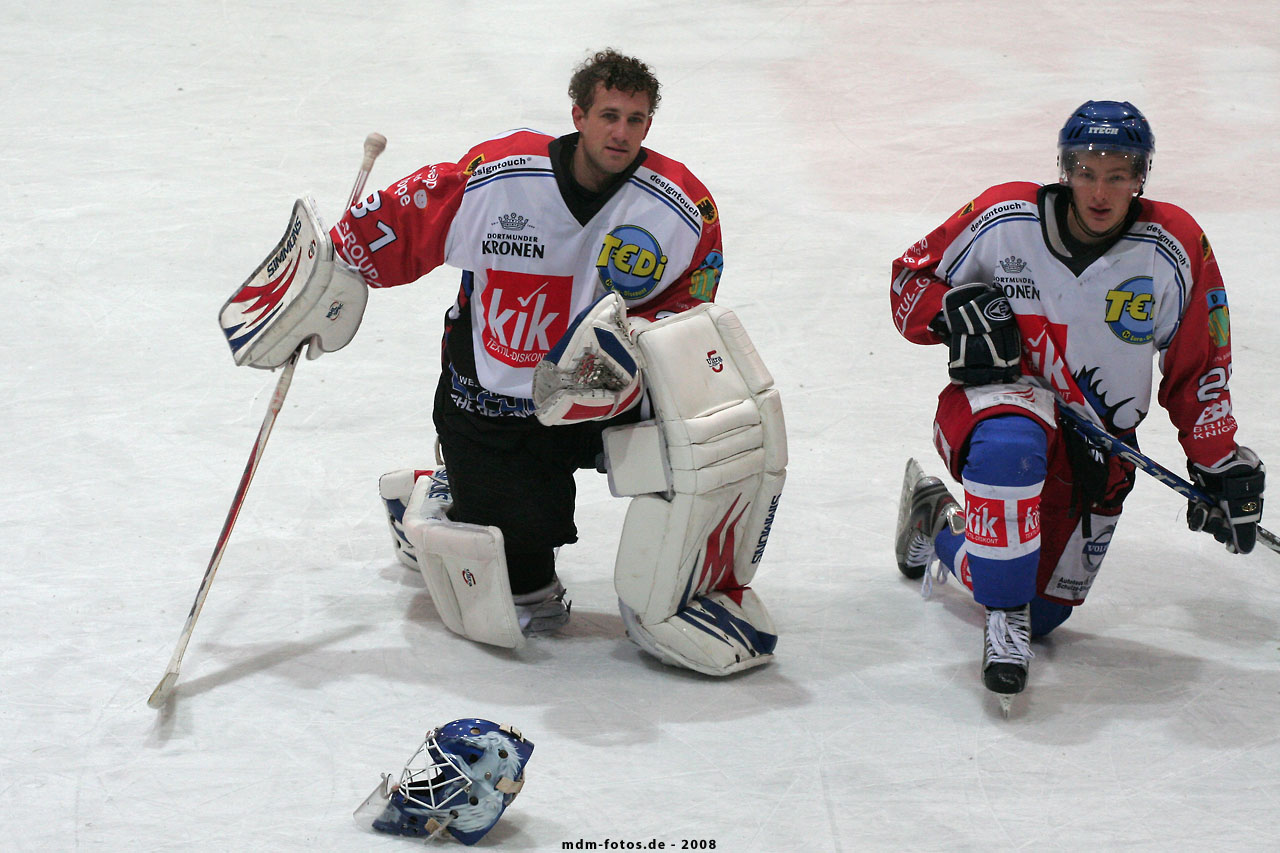
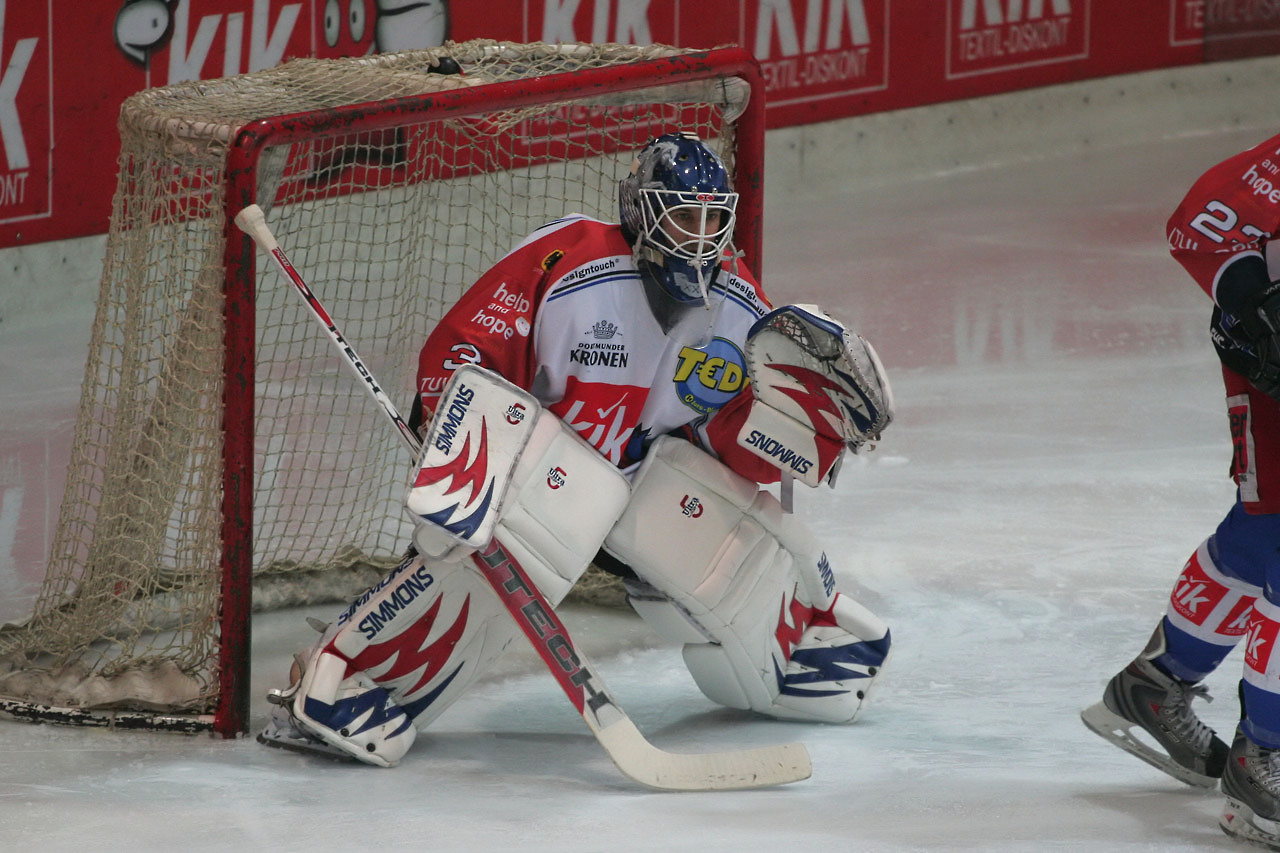